# Двупарноногие
Двупарноногие многоножки, или диплоподы (лат. Diplopoda), — класс многоножек, названный так потому, что на сложных по происхождению туловищных сегментах (диплосегментах или диплосомитах) его представителей имеется по две пары ног. К 2013 году учёными описано 7842 вида, включая 5 ископаемых видов (Zhang, 2013). Большинство из них — сапрофаги, питающиеся в почве растительными остатками; гораздо меньше форм питается живыми растениями. Наиболее известные представители этой группы — кивсяки.

## Внешнее строение
У диплопод продолговатое тело, состоящее из головы и в значительной степени однородного сегментированного туловища, состоящего из единиц, обычно называемых диплосегментами или кольцами. Большинство туловищных колец обычно снабжены двумя парами сегментированных ножек каждая (двуногие). Общее количество пар ног у взрослых колеблется от 11 до 653. Размер тела взрослых заметно различается. Существуют виды карликов, длина тела которых составляет всего 1,4 миллиметра, а также гигантов, достигающих длины тела более 30 см.
Голова диплопод состоит из слившихся акрона и трёх головных сегментов, а четвёртый головной сегмент свободный (шейный). На голове у диплопод имеются антенны — придатки акрона и две пары челюстей: мандибулы (конечности второго сегмента) и гнатохилярий — непарная пластинка, образовавшаяся в результате слияния первой пары максилл (конечностей третьего сегмента). Гнатохилярий выполняет функцию нижней губы — поддерживает пищу у рта. Сверху ротовые части прикрыты кожной складкой — верхней губой. Первый сегмент головы — интеркалярный (вставочный) — не несёт придатков. Шейный сегмент также без конечностей. Он образует коленчатый перегиб между туловищем и перпендикулярно расположенной к нему головой. На голове по бокам от усиков расположены простые, или ложнофасеточные, глаза, состоящие из скопления простых глазков. Некоторые виды слепые.

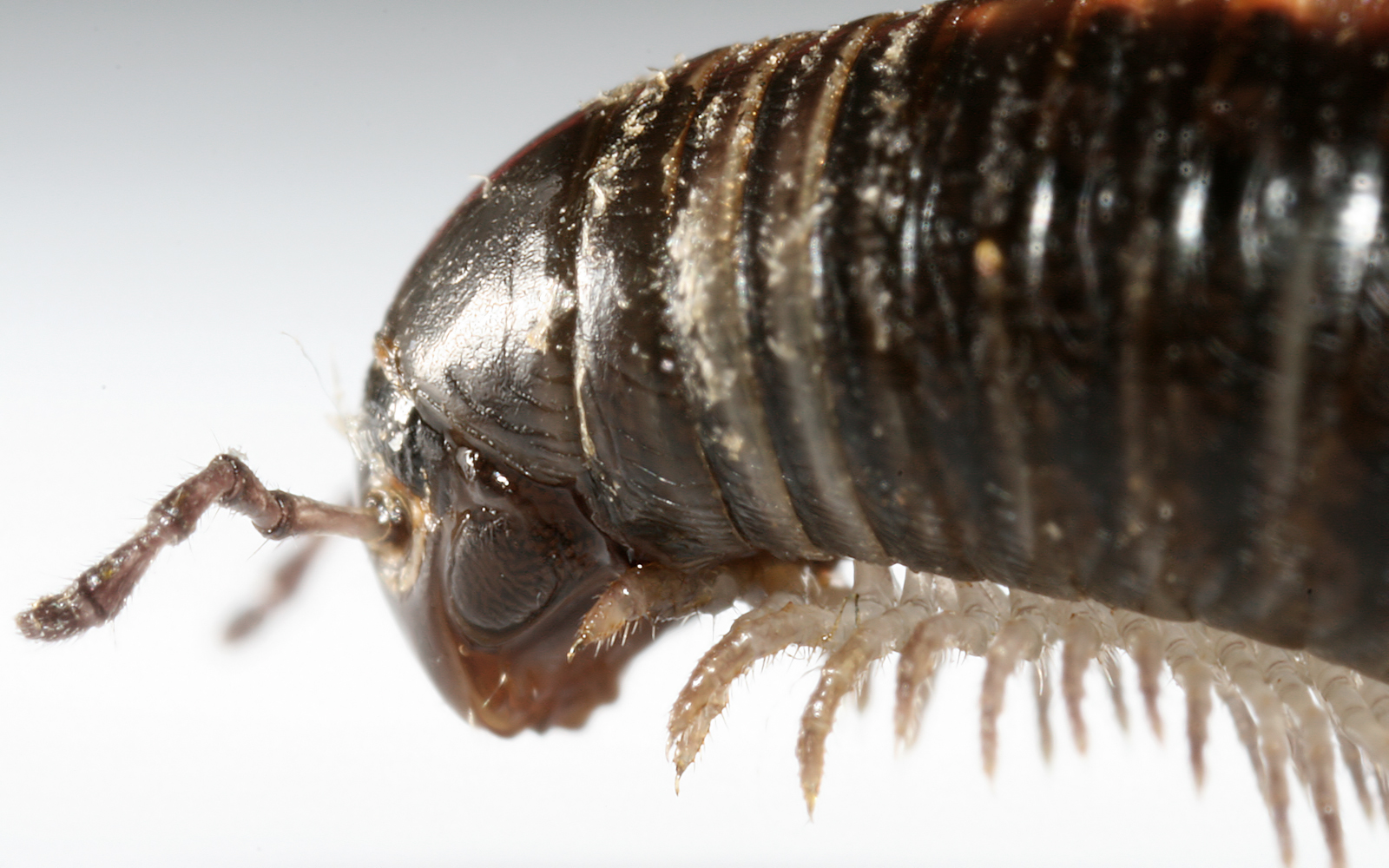
Передний конец тела диплоподы. Видны: голова с усиками и глазами, лишённый конечностей шейный сегмент, три первых туловищных сегмента (по одной паре конечностей), первые диплосегменты (по две пары конечностей)

Туловище диплопод подразделено на две части. Передняя состоит из трёх сегментов, несущих по одной паре ножек. Вторая включает все последующие сдвоенные сегменты (диплосомиты), на каждом из которых по две пары ног. Заканчивается туловище анальной лопастью — тельсоном. У самца имеются видоизменённые половые ножки — гоноподы на первом и восьмом туловищных сегментах. Число туловищных сегментов у диплопод не менее 30 и может достигать 75, а число пар ног — 139.
Вид Illacme plenipes Cook & Loomis (Калифорния; Siphonophorida: Siphonorhinidae) отличается очень большим количеством ног — до 750 (375 пар).  Рекордным числом ног обладает вид Eumillipes persephone, представители которого имеют до 1306 ног (653 пары).
Образование диплосомитов — особый путь олигомеризации у членистоногих, при котором сегменты сливались в процессе эволюции попарно без формирования тагм.
Несмотря на большое число ног, диплоподы передвигаются медленно. В связи с малой подвижностью у них имеются защитные морфологические и этологические приспособления. Твёрдый хитиновый покров, пропитанный карбонатом кальция, защищает их тело от хищников, механических повреждений и от высыхания. Как у многих роющих почвенных животных, тело двупарноногих многоножек часто круглое в поперечнике. Это позволяет им зарываться в почвенную подстилку и в верхний слой почвы. При опасности они сворачиваются в кольцо или в спираль, закрывая уязвимую брюшную поверхность тела.
Другое защитное приспособление этих организмов — пахучие железы, отверстия которых располагаются на каждом диплосомите. Их выделения нередко ядовиты, у некоторых видов содержат синильную кислоту. Для многих животных кивсяки несъедобны. У млекопитающих пахучие выделения способны раздражать слизистые глаз и носоглотки, зато диплопод охотно поедают рептилии и птицы. Некоторые виды диплопод имеют предупреждающую окраску с яркими полосами, а едкий запах имеет значение предостерегающего сигнала.

## Пищеварительная система
Пищеварительная система диплопод состоит из трёх отделов и имеет форму прямой кишечной трубки. В ротовую полость впадают три пары слюнных желёз мезодермального происхождения, что даёт основание считать их производными целомодуктов. Узкий пищевод переходит в толстую среднюю кишку. Задняя кишка длинная и подразделяется на несколько отделов. Дифференциация задней кишки связана с происходящими в ней бродильными процессами, характерными и для других животных, питающихся растительными остатками.

## Выделительная система
У диплопод одна пара мальпигиевых сосудов, которые, как и у насекомых, имеют эктодермальное происхождение. Они впадают в заднюю кишку на границе со средней, где происходит всасывание воды из экскретов в кровь. Функцию почек накопления выполняет жировое тело, в клетках которого накапливаются экскреты. Это дополнительная функция жирового тела, являющегося в основном запасной тканью.

## Органы дыхания
В основе дыхательной системы лежат трахеи. У диплопод на каждом диплосомите находится по две пары стигм (дыхательных отверстий) и по одной паре — на первых сегментах туловища. Трахеи диплопод наиболее примитивные по строению: от каждого дыхальца отходит изолированный от других пучок трахей.

## Кровеносная система
Кровеносная система имеет незамкнутое строение. Длинное сердце состоит из многочисленных камер, число которых соответствует числу туловищных сегментов. Каждая камера сердца в диплосомитах имеет по две пары отверстий остий. Отходящие от сердца артерии многократно ветвятся. Кровь выливается в лакуны миксоцеля. Из лакун кровь собирается в брюшной венозный сосуд, а из него — в околосердечный синус, затем через остии поступает снова в сердце. К сердцу подходят особые крыловидные мышцы, способствующие сокращениям камер.

## Нервная система и органы чувств
Нервная система состоит из головного мозга, окологлоточных коннектив и брюшной нервной цепочки. Головной мозг состоит из двух отделов, которые иннервируют глаза и антенны. Подглоточный ганглий иннервирует ротовой аппарат. У диплопод в шейном сегменте и в трёх первых туловищных сегментах имеется по одному парному ганглию, а в диплосомитах по два. Органы чувств развиты слабо. Имеются скопления простых глазков на голове. У некоторых почвенных форм глаза редуцируются. Усики выполняют функцию органов осязания и обоняния.

## Половая система
Диплоподы раздельнополы. Гонады слиты в непарную железу, от которой отходит непарный проток (семяпровод или яйцевод), который затем раздваивается. Парные половые отверстия расположены на втором туловищном сегменте. Оплодотворение сперматофорное. Самец выделяет сперматофоры, которые подхватываются передними половыми ножками и передаются ходильными ногами к задним половым ножкам на восьмом туловищном сегменте. При спаривании самец переносит сперматофоры в половые отверстия самки.

## Развитие
Тип развития, присущий всем диплоподам, — анаморфоз. Из яйца выходит личинка с неполным набором сегментов и только тремя парами ног (на сегментах переднего отдела туловища). Среди диплопод встречается три типа анаморфного роста: эуанаморфоз, гемианаморфоз и телоанаморфоз. Представители, обладающие первым типом развития, (например, из подкласса Helminthomorpha) увеличивают с каждой линькой число сегментов и ног даже после полового созревания. При гемианаморфозе после достижения специфичного для данного вида числа сегментов линьки не приводят к увеличению числа сегментов. Наконец, телоанаморфные диплоподы после достижения половой зрелости не линяют.

## Палеонтология
Древнейшие диплоподы были найдены в отложениях среднего силура Шотландии. Их дыхальца являются древнейшими сохранившимися органами наземных животных, приспособленными для дыхания атмосферным воздухом.

## Классификация
В класс включают около 140 семейств, объединённых в следующие таксоны рангом от подкласса до инфраотряда включительно:
- † Подкласс Arthropleuridea Waterlot, 1934 (1—3 отряда, 1—3 семейства)
- Подкласс Penicillata Latrielle, 1831

- Отряд Polyxenida Lucas, 1840 — Кистевики, или кистехвосты, или поликсениды (2 надсемейства, 4 семейства)

- Подкласс Chilognatha Latrielle, 1802/1803
  - Инфракласс Pentazonia Brandt, 1833
    - Отряды incertae sedis
      - † Отряд Zosterogrammida Wilson, 2005

    - Надотряд Limacomorpha Pocock, 1894
      - Отряд Glomeridesmida Cook, 1895 (2 семейства)

    - Надотряд Oniscomorpha Pocock, 1887 — Многоножки-броненосцы
      - Отряд Glomerida Brandt, 1833 (2 семейства)
      - Отряд Sphaerotheriida Brandt, 1833 (4 семейства)

  - Инфракласс Helminthomorpha Pocock, 1887
    - Отряд Platydesmida Cook, 1895 (2 семейства)
    - Отряд Polyzoniida Cook, 1895 (3 семейства)
    - Отряд Siphonocryptida Cook, 1895 (1 семейство)
    - Отряд Siphonophorida Newport, 1844 (2 семейства)
    - Надотряд Juliformia Attems, 1926
      - Отряд Julida Brandt, 1833 — Кивсяки (5 надсемейств, 17 семейств)
      - Отряд Spirobolida Cook, 1895
        - Подотряд Spirobolidea Cook, 1895 (11 семейств)
        - Подотряд Trigoniulidea Brolemann, 1913 (2 семейства)

      - Отряд Spirostreptida Brandt, 1833
        - Подотряд Cambalidea Cook, 1895 (5 семейств)
        - Подотряд Spirostreptidea Brandt, 1833 (2 надсемейства, 5 семейств)

    - Надотряд Nematophora Verhoeff, 1913 — Нитеносцы[9]
      - Отряд Callipodida Pocock, 1894
        - Подотряд Callipodidea Pocock, 1894 (1 семейство)
        - Подотряд Schizopetalidea Hoffman, 1973 (5 семейств)
        - Подотряд Sinocallipodidea Shear, 2000 (1 семейство)

      - Отряд Chordeumatida Pocock 1894
        - Подотряд Chordeumatidea Pocock 1894 (1 надсемейство, 2 семейства)
        - Подотряд Craspedosomatidea Cook, 1895 (7 надсемейств, 32 семейства)
        - Подотряд Heterochordeumatidea Shear, 2000 (4 надсемейства, 10 семейств)
        - Подотряд Striariidea Cook, 1896 (2 надсемейства, 5 семейств)

      - Отряд Stemmiulida Cook, 1895 (1 семейство)
      - Отряд Siphoniulida Cook, 1895 (1 семейство)

    - Надотряд Merochaeta Cook, 1895
      - Отряд Polydesmida Pocock, 1887 — Многосвязы
        - Подотряд Leptodesmidea Brolemann, 1916 (5 надсемейств, 13 семейств)
        - Подотряд Dalodesmidea Hoffman, 1980 (2 семейства)
        - Подотряд Strongylosomatidea Brolemann, 1916 (1 семейство)
        - Подотряд Polydesmidea Pocock, 1887
          - Инфраотряд Oniscodesmoides Simonsen, 1990 (2 надсемейства, 5 семейств)
          - Инфраотряд Polydesmoides Pocock, 1887 (4 надсемейства, 8 семейств)